# 灵山镇 (容县)
灵山镇，是中华人民共和国广西壮族自治区玉林市容县下辖的一个乡镇级行政单位。

## 行政区划
灵山镇下辖以下地区：
仁勇村、华琅村、大陆村、六泉村、六良村、灵山村、守善村、旺维村、罗权村、当中村、六华村、六图村、六肥村和天堂村。